# Cesta k nesvobodě
Cesta k nesvobodě s podtitulem Rusko, Evropa, Amerika (v anglickém originále The Road to Unfreedom: Russia, Europe, America) je kniha amerického historika Timothy Snydera, která vyšla v roce 2018 v nakladatelství Tim Duggan Books. Česky vyšla v roce 2019 v nakladatelství Paseka v překladu Martina Pokorného.

Kniha sleduje v 6 kapitolách, prologu a epilogu vývoj v Rusku od roku 2010 do roku 2016 a snaží se najít odpověď na otázky, proč se Rusko odklonilo od komunikace se Západem, jaká je podle současné ruské vlády úloha Ruska v dějinách nebo jak souvisí ovlivňování amerických voleb a Donald Trump s Putinovým plánem na oslabení Evropy.
„Liberální demokracie není absolutním vítězem studené války a ohlášený konec dějin se nekoná. Vladimir Putin se opevnil ve své mocenské pozici a fašistické představy o potřebě pevné ruky začínají ve světě opět rezonovat. Rusko vede kybernetickou válku v Evropě a Spojených státech, využívá svých nových spojenců mezi nacionalisty, radikály a oligarchy, aby snižovalo důvěryhodnost demokratických institucí. Výsledkem současného trendu jsou brexit, Donald Trump, všeobecný vzestup populismu a čím dál patrnější zranitelnost západní společnosti.“

## Obsah
Kniha je rozčleněna do kapitol:
- Prolog (2010)
- 1 Mezi individualismem a totalitarismem (2011)
- 2 Mezi nástupnictvím a pádem (2012)
- 3 Mezi integrací a impériem (2013)
- 4 Mezi novým a věčným (2014)
- 5 Mezi pravdou a lží (2015)
- 6 Mezi rovností a oligarchií (2016)
- Epilog (20..)

Každá kapitola sleduje jeden rok cesty Ruska k potvrzení mýtu o ruské věčné nevinnosti a nevyhnutelnosti ruského boje proti svým odvěkým nepřátelům.
Na konci knihy je, jako u všech Snyderových knih, přidán rozsáhlý poznámkový aparát.

## Recenze
Politický filosof Tomáš Korda píše ve své kritice že se Snyder snaží dělat historii jinak. Zároveň ho však kritizuje na přehnaná poplašné bití do zvonů a hledání nepřátel všude kolem sebe. Podle Kordy Snyder nepředkládá dostatečné množství vysvětlení, proč Putina nazývá fašistou, a tvrdí, že Snyderova argumentace je často polovičatá.

Naráží zde na problém, že Snyder na jedné straně varuje proti „politice věčnosti a nevyhnutelnosti“, ale na druhou stranu do ní sám uvrhává liberální demokracii a neumí z této rozepře najít východisko. 
„Čím sveřepěji bude liberální ideologie se Snyderem v čele svírat právní stát, tím bohužel násilnější a nebezpečnější bude muset být jejich rozluka. Trump tedy není ničím jiným než vezdejším světem zpředmětněná ješitnost liberálů, kteří neschopni obětovat svůj vyčerpaný liberalismus ho raději budou donekonečna používat jako zbraň proti těm „nalevo“ od nich, aby pak překvapeně prohráli s těmi, co jsou od nich „napravo“. Doba, kdy liberální střed dokázal bojovat na dvou frontách zároveň, je pryč. Stačí si to uvědomit.“